# Pachycondyla crassa
Pachycondyla crassa is een mierensoort uit de onderfamilie van de Ponerinae. De wetenschappelijke naam van de soort is voor het eerst geldig gepubliceerd in 1877 door Emery.